# Verirrte Eskimos
Verirrte Eskimos ist ein deutscher Kurzfilm-Spielfilm aus dem Jahr 2003. Der Regisseur war Ferdinand Barth, der ebenfalls mit Roman Mauer zusammen das Drehbuch schrieb. Die Hauptrollen spielten Tilo Nest und Beate Fischer. An der Kamera stand Thomas Vollmar.

## Handlung
Wenn es schneit, wird es für den obdachlosen Hans zum Übernachten auf den Friedhöfen zu kalt. Als List stellt er sich taubstumm, damit er Einlass bei Christiane bekommt. Diese nimmt ihn auf.

## Kritiken
Die Kamera sowie die Schauspieler wurden sehr gelobt.

## Auszeichnungen
Verirrte Eskimos wurde mit dem IFCT Award for best Actor 2003 in New York ausgezeichnet.